# Microcyclops pachycomus
Microcyclops pachycomus – gatunek widłonoga z rodziny Cyclopidae. Nazwa naukowa tego gatunku skorupiaków została opublikowana w 1909 roku na podstawie prac naukowych norweskiego hydrobiologa Georga Ossiana Sarsa.